# Minor Planet Center
Minor Planet Center (MPC) — literal, „Centrul Planetelor Minore” — este un organism depinzând de diviziunea a III-a a Uniunii Astronomice Internaționale (UAI), și care operează la Smithsonian Astrophysical Observatory.
Sub auspiciile UAI și în colaborare cu Biroul Central pentru Telegrame Astronomice (CBAT), MPC are drept misiune colectarea datelor observațiilor privitoare la obiectele minore din Sistemul Solar (asteroizi și comete), calcularea orbitelor lor și publicarea acestor informații. MPC furnizează un număr de servicii online pentru asistarea astronomilor în observațiile lor, catalogul complet al orbitelor obiectelor minore (MPCORB), descărcabil în mod liber.
MPC este însărcinat și cu denumirea obiectelor minore descoperite printre corpurile cerești: asteroizi, comete și sateliți naturali.